# Levy Marques da Costa
Levy Marques da Costa (Lisboa, 5 de Fevereiro de 1868 - Lisboa, 10 de Junho de 1941) foi um maçon, advogado, empresário e político português.

## Biografia
Filho de João Marques da Costa e de sua mulher Maria Leonor Pereira.
Formou-se em Direito, pela Faculdade de Direito da Universidade de Coimbra.
Iniciado Maçon em data desconhecida de 1892, na Loja Fraternidade, com nome simbólico desconhecido, passou a coberto em data desconhecida de 1895.
Advogado e técnico industrial, exerceu cargos importantes junto de empresas e associações comerciais e industriais, nomeadamente da União dos Interesses Económicos, da Companhia Portugal e Colónias, da Companhia das Lezírias do Tejo e Sado, da Associação Industrial Portuguesa, etc.
Foi Presidente da Câmara Municipal de Lisboa de 1914 a 1917. Em 1915, foi eleito Deputado pelo Círculo Eleitoral de Lisboa Oriental, nas listas do Partido Democrático.